# Anne Armstrong
Anne Marie Armstrong (ur. 24 stycznia 1991) – amerykańska koszykarka występująca na pozycjach silnej skrzydłowej oraz środkowej.
W szkole średniej została wybrana dwukrotnie najlepszą zawodniczką stanu Georgia (Miss Georgia Basketball – 2008, 2009).
Została wybrana w drafcie WNBA 2013 roku z numerem 31 przez zespół Atlanta Dream. 9 lipca klub zwolnił ją, po rozegraniu 9 spotkań sezonu. Jej zespół dotarł później do finałów ligi WNBA, które przegrał 0-3.
30 grudnia 2016 została zwolniona przez klub Artego Bydgoszcz. 27 lutego 2017 podpisała umowę z hiszpańskim zespołem Gernika Bizkaia.

## Osiągnięcia
Stan na 5 stycznia 2017, na podstawie, o ile nie zaznaczono inaczej.
NCAA
- Uczestniczka rozgrywek:
  - Elite Eight turnieju NCAA (2013)
  - Sweet Sixteen turnieju NCAA (2010, 2011)
  - turnieju NCAA (2010–2013)
- Zaliczona do:
  - I składu konferencji Southeastern (SEC – 2012)[5]
  - składu Honorable Mention All-America (2012 przez WBCA)

Drużynowe
- Finalistka pucharu Izraela (2015)[5]